# Eichberg SG
| SG ist das Kürzel für den Kanton St. Gallen in der Schweiz. Es wird verwendet, um Verwechslungen mit anderen Einträgen des Namens Eichberg zu vermeiden. |

Eichberg ist eine politische Gemeinde und eine Ortschaft im St. Galler Rheintal im Kanton St. Gallen in der Ostschweiz und gehört politisch zum Wahlkreis Rheintal.

## Geographie
Eichberg liegt südlich der Stadt Altstätten
am Südosthang des Hirschbergs und zeichnet sich durch Streusiedlung aus mit den Kernen Eichberg-Dorf, Au, Hölzlisberg und einem Teil Hinterforsts; der andere gehört zu Altstätten. Nachbargemeinden/-bezirk von Eichberg sind im Norden und Osten Altstätten, im Süden Oberriet, im Südwesten Schwende-Rüte (AI) und im Nordwesten Gais (AR). Ein Dreikantoneeck zu den Kantonen Appenzell Ausserrhoden und Appenzell Innerrhoden findet sich auf dem Gipfel des Hörchelchopfs. ().
Der im Norden Eichbergs liegende Gemeindeteil Hinterforst bildet zusammen mit dem Altstätter Hinterforst eine Schulgemeinde.

## Geschichte
891 wurde der Ort noch rätoromanisch als Hermentines, 1282 als Aichilberch und 1290 als Aitberge erwähnt. Als Teil des Hofes Altstätten war Eichberg ab dem 13. Jahrhundert im Besitz des Klosters St. Gallen. Die von Altstätten getrennte niedere Gerichtsbarkeit bildete eine Vogtei, die im Spätmittelalter klösterliche Ministerialen zu Lehen hatten. 1491 wird erstmals ein Amann von Aydberg erwähnt, 1521 entstand die erste Offnung sowie die beiden sogenannten Rhoden Vorderlocher zwischen Chapf und Hinterforst und Hinterlocher hinter dem Chapf.
Bei der Kantonsgründung 1803 wurde Eichberg zunächst der Gemeinde Oberriet zugeteilt, bald darauf aber mit den Weilern Unter-Chobelwies und Hard zu einer eigenen politischen Gemeinde erhoben. 1833 kamen die genannten Weiler zu Altstätten bzw. Oberriet.
Eichberg war zu Altstätten pfarrgenössig. Nach der Reformation traten die meisten Einwohner zum neuen Glauben über. 1712/13 bauten sie mit Hilfe der Stadt Zürich eine reformierte Kirche. Zürich war 1729 bis 1803 im Besitz der Kollatur. 1717 wurden auch die Reformierten von Hinterforst in die neue Pfarrei eingebunden. 1951 erfolgten der Bau der Bruder-Klausen-Kirche und die Errichtung der katholischen Pfarrei Eichberg-Hinterforst.
Bis in die neueste Zeit dominieren in Eichberg im ersten Wirtschaftssektor Holz- und Viehwirtschaft. Weinbau gibt es am Hochchapf seit dem 16. Jahrhundert. Der steile Rebhang ist heute die grösste geschlossene Terrassenanlage im Kanton St. Gallen. Die Terrassierung erfolgte im Jahr 1983. 1844 wurde die Gemeindestrasse gebaut. Vermutlich weil Eichberg abseits des Eisenbahnverkehrs lag, kam es im ersten Viertel des 20. Jahrhunderts nur zu einer mässigen Industrialisierung, die Heimstickerei ging in der gleichen Zeit stark zurück. Bis in die 1970er Jahre stagnierte die wirtschaftliche und demografische Entwicklung. Danach zog die Bautätigkeit mit der Erstellung von Einfamilienhäusern kräftig an, und das bisherige Siedlungsbild mit verschiedenen als schützenswert verzeichneten Bauten veränderte sich markant.

## Politik
Gemeindepräsident ist Dominic Stoop (parteilos). Er wurde durch die Direktwahl  im November 2022 mit 408 von 411 Stimmen als Gemeindepräsident gewählt.

### Gemeindepräsident(inn)en/-ammänner
| Name                             | Amtszeit  | Bemerkung           |
| -------------------------------- | --------- | ------------------- |
| Fenk-Beerli Paul                 |           |                     |
| Haltinner Willi (Mesmer's Willi) | 1968–1980 | FDP                 |
| Benz Robert                      | 1981–2000 | FDP                 |
| Eggenberger Andreas              | 2001–2009 | FDP                 |
| Kaiser Eliane                    | 2010–2012 | SVP                 |
| Arnold Alex                      | 2013–2022 | Piratenpartei / CVP |
| Dominic Stoop                    | 2023-     | parteilos           |

## Bevölkerung
| Jahr      | 1850 | 1900 | 1950 | 1980 | 1990 | 2000 |
| Einwohner | 847  | 873  | 766  | 719  | 1011 | 1266 |
| Jahr      | 2005 | 2010 | 2015 | 2019 |      |      |
| Einwohner | 1314 | 1435 | 1539 | 1520 |      |      |